# Tóc Pele

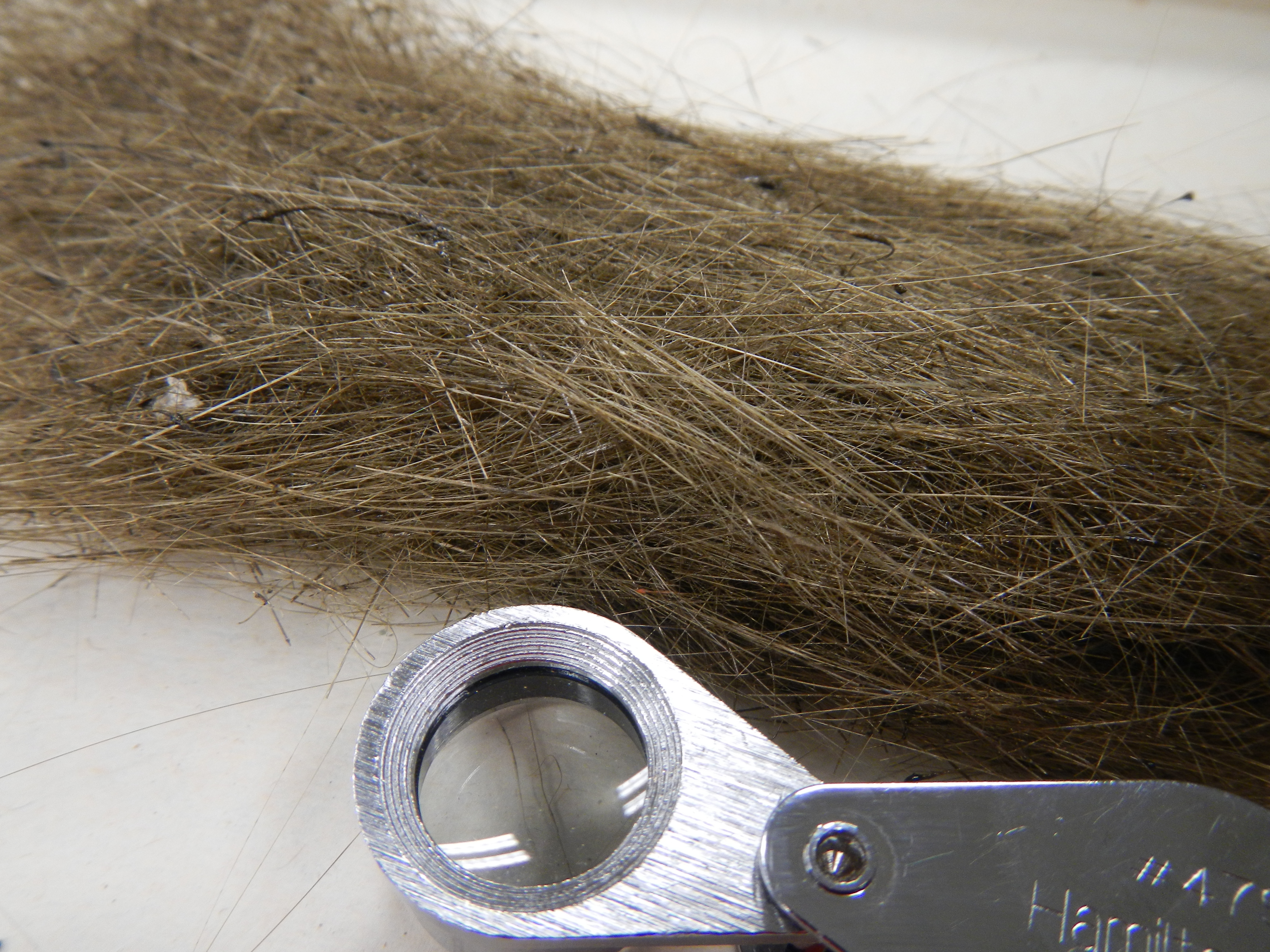
Tóc Pele, với một ống kính tay để so sánh tỷ lệ

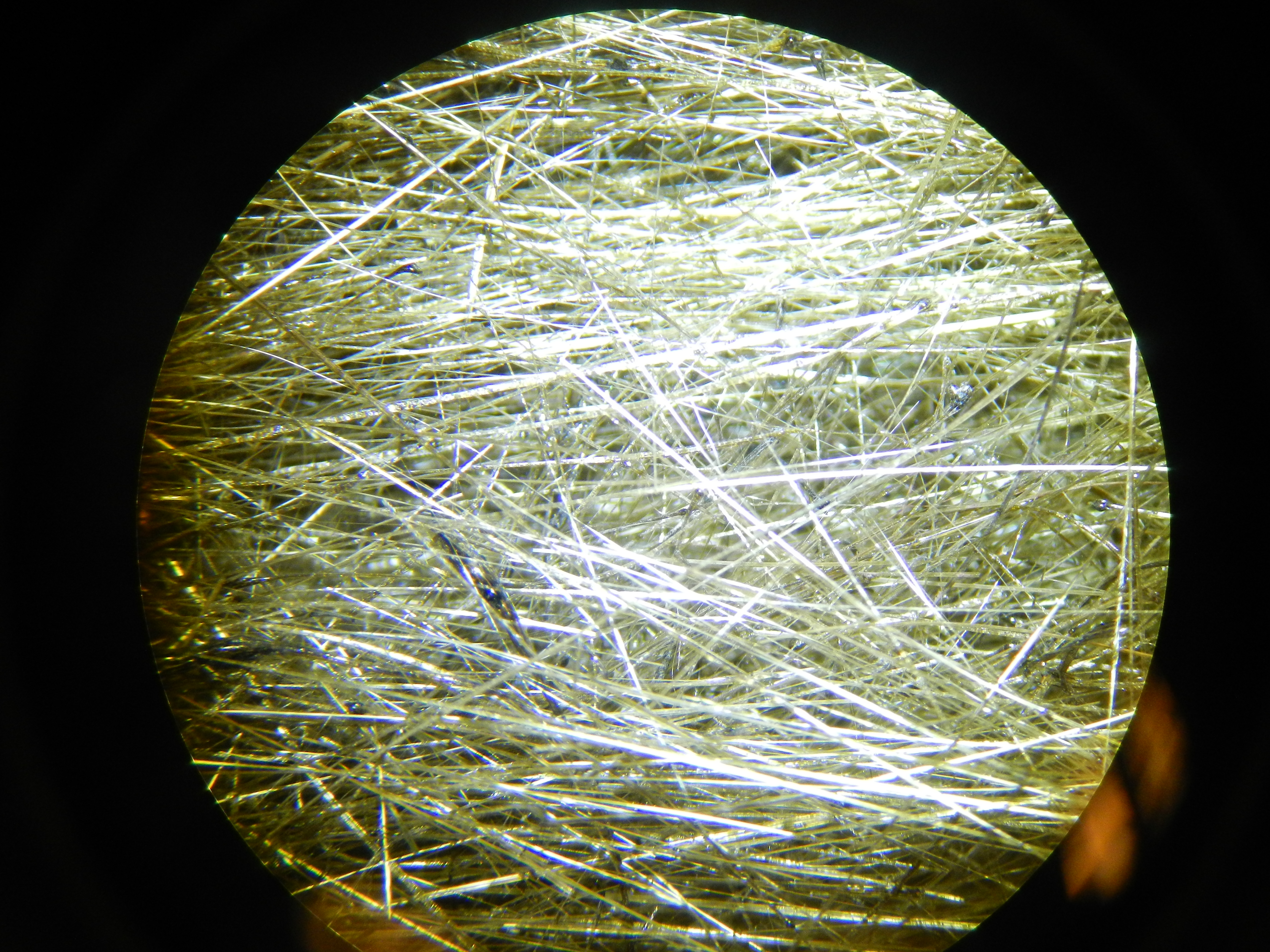
Những sợi tóc của Pele dưới kính hiển vi

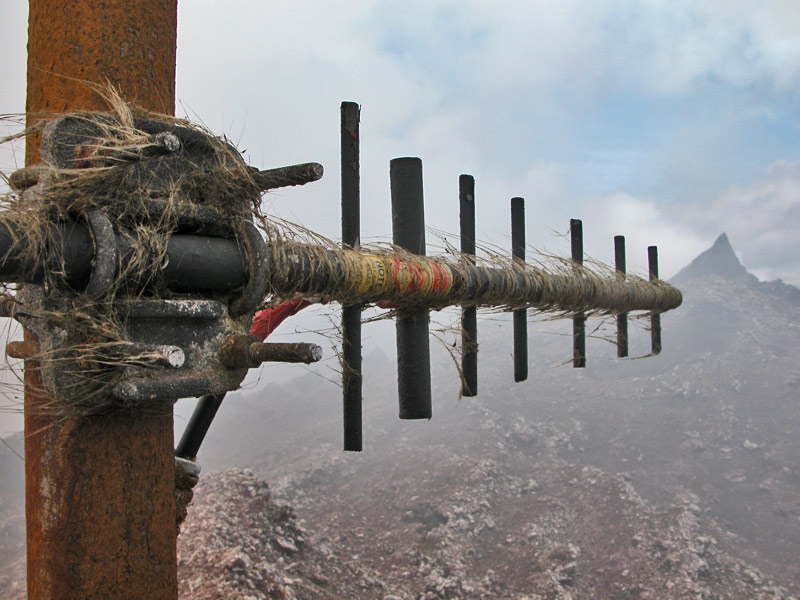
Tóc Pele bị bắt trên ăng ten radio gắn ở rìa phía nam của Puʻu ʻŌʻō, Hawaiʻi, 22/7/2005

Tóc Pele là một dạng dung nham. Nó được đặt theo tên của Pele, nữ thần núi lửa Hawaii. Nó có thể được định nghĩa là sợi thủy tinh núi lửa hoặc sợi mỏng của thủy tinh núi lửa. Các sợi được hình thành thông qua việc kéo dài thủy tinh bazan nóng chảy từ dung nham, thường là từ các vòi phun dung nham, thác dung nham và dòng dung nham mạnh mẽ.
Gió thường mang các sợi ánh sáng cao vào không khí và đến những nơi cách lỗ thông hơi vài km. Người ta thường tìm thấy những sợi tóc của Pele ở những nơi cao như ngọn cây, ăng ten radio và cột điện.
Tóc của Pele không chỉ có ở Hawaii. Nó có thể được tìm thấy gần các núi lửa khác trên khắp thế giới, ví dụ như ở Nicaragua (Masaya), Italy (Etna), Ethiopia (Erta’ Ale) và Iceland, nơi nó được gọi là "nornahár" ("tóc của phù thủy"). Nó thường được tìm thấy trong các khoảng trống trên mặt đất, chủ yếu là gần lỗ thông hơi, giếng trời, lối vào đại dương hoặc ở các góc nơi tóc của Pele có thể tích tụ.
Không nên chạm vào tóc của Pele, vì nó rất giòn và rất sắc, và những mảnh vỡ nhỏ có thể xâm nhập vào da. Găng tay nên được đeo trong khi kiểm tra nó.
Nước mắt của Pele có thể xảy ra với tóc của Pele. Họ có thể nói với các nhà núi lửa rất nhiều thông tin về vụ phun trào, chẳng hạn như nhiệt độ và đường dẫn của magma lên bề mặt. Plagiocla bắt đầu kết tinh từ magma của tóc Pele ở khoảng 1.160 °C. Ngoài ra, hình dạng của những giọt nước mắt có thể cho thấy tốc độ của vụ phun trào, và các bong bóng khí và các hạt bị mắc kẹt trong nước mắt có thể cung cấp thông tin về thành phần của khoang magma.

## Sự hình thành

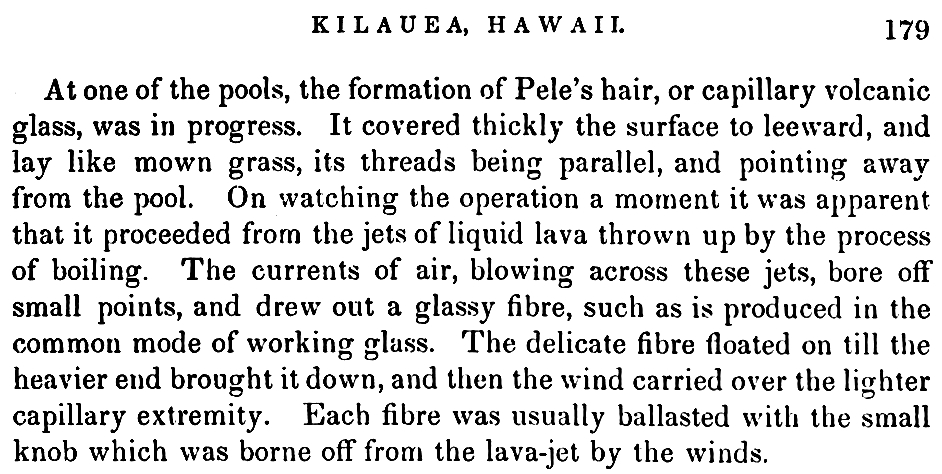
Mô tả đầu tiên của J. Dana, 1849

## Hình thành

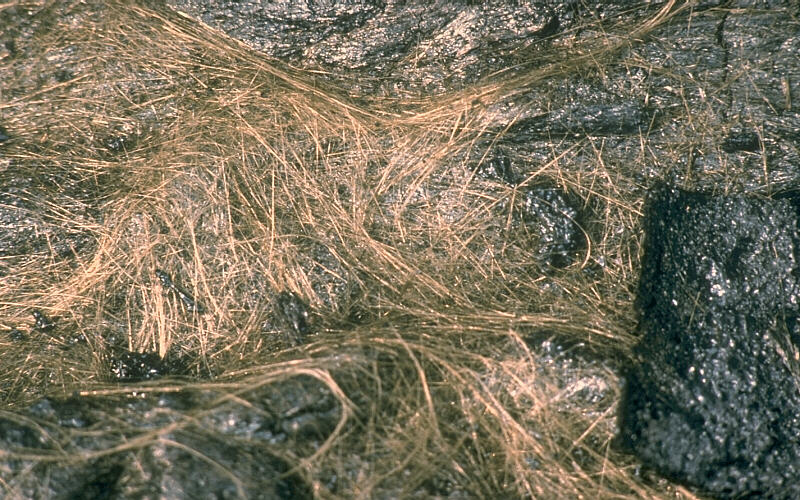
Tóc của Pele trên dòng chảy trên dòng chảy pahoehoe tại núi lửa Kīlauea, Hawaiʻi, ngày 27 tháng 3 năm 1984

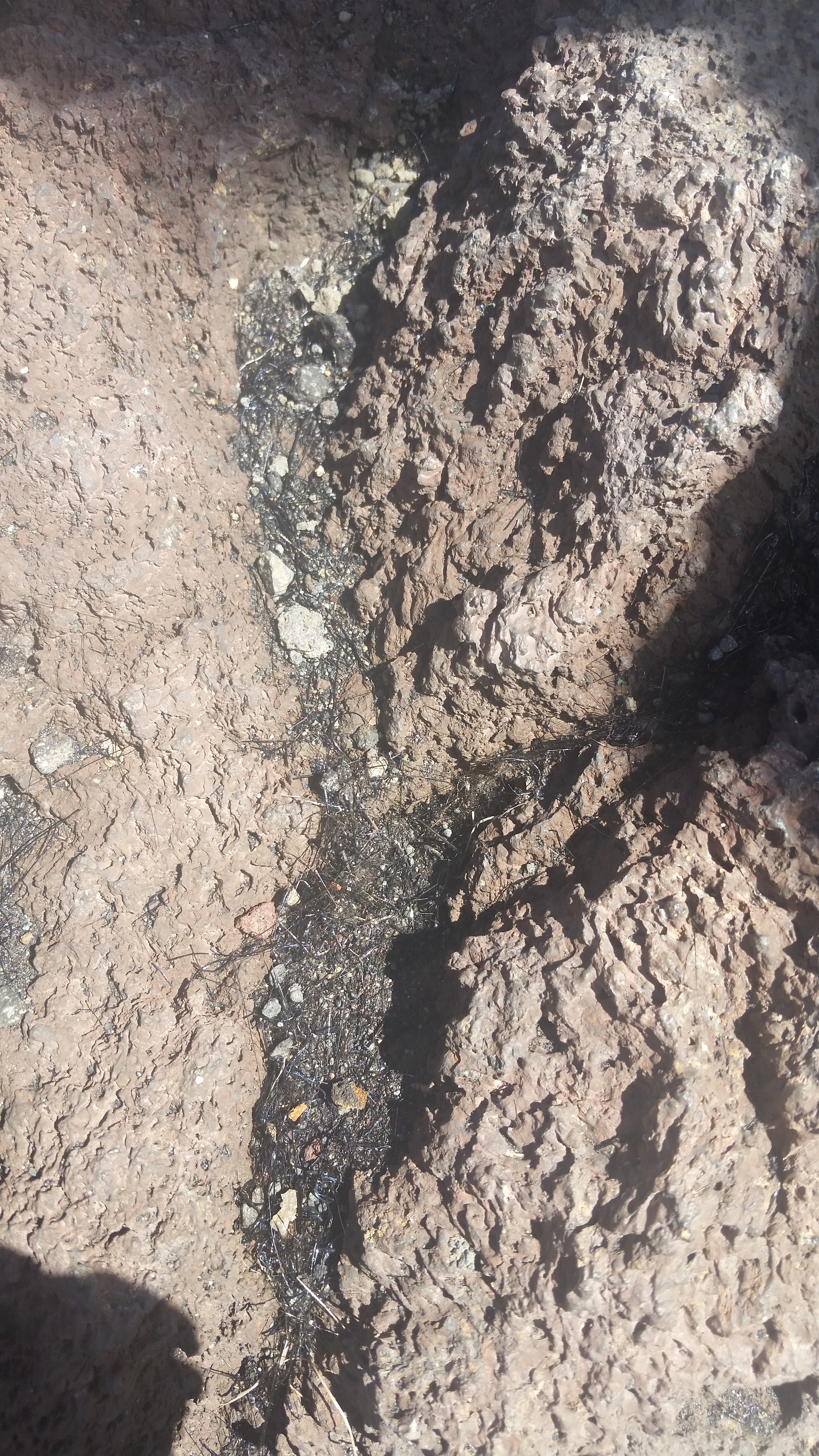
Tóc Pele, miệng núi lửa Santiago, núi lửa Nindiri, vườn quốc gia núi lửa Masaya, Nicaragua, Nicaragua

Các sợi được tạo ra khi dung nham nóng chảy được đẩy ra không khí và tạo thành những giọt nhỏ li ti, kéo dài hoàn toàn thẳng. Nó thường hình thành trong các vòi phun dung nham, thác dung nham và dòng dung nham mạnh mẽ..

## Đặc điểm
Tóc của Pele có màu vàng vàng và trông giống tóc người hoặc rơm khô. Trong ánh sáng mặt trời, nó có màu vàng lấp lánh. Chiều dài thay đổi đáng kể, nhưng thường là 5 đến 15 cm và có thể lên tới 2 m. 2 m. Đường kính tóc dao động từ khoảng 1 đến 300 Pha (0,001 đến 0,3 mm), và do đó trọng lượng tương ứng thấp.

## Các ứng dụng
Một phiên bản sản xuất của tóc Pele làm từ đá bazan và xỉ tái chế từ sản xuất thép gọi là len khoáng sản hoặc len đá thường được sử dụng làm vật liệu cách nhiệt không cháy, bền, ổn định kích thước, ổn định tia cực tím, thấm nước cho dân cư, thương mại và các tòa nhà cao tầng.
Một phiên bản ưa nước được sử dụng làm nước sử dụng thấp, năng suất cao, thay thế đất cho nông nghiệp thủy canh.

## Tín ngưỡng truyền thống
Pele được mệnh danh là nữ thần lửa, sét, gió, khiêu vũ và núi lửa. Những truyền thuyết kể về việc Pele lần đầu tiên đến Quần đảo Hawaii có rất nhiều phiên bản, nhưng người ta tin rằng linh hồn của Pele sống trong miệng núi lửa Kilauea, trên đảo Hawaii. Pele xuất hiện như một linh hồn dưới nhiều hình thức, và cô được coi là một điềm báo tiêu cực. Hầu hết người Hawaii bản địa nói rằng họ đã có ít nhất một lần chạm trán với cô ấy.
Theo truyền thống, người Hawaii tin rằng họ phải sống hòa hợp với tất cả mọi thứ tự nhiên, và Pele sẽ nguyền rủa những người xui xẻo lấy đá nham thạch, cát, vỏ sò hoặc các phần tự nhiên khác của hòn đảo với họ, cho đến khi họ trả lại những vật phẩm này cho họ vùng hợp pháp. Ngoài ra, luật liên bang nghiêm cấm lấy bất cứ thứ gì ra khỏi công viên quốc gia. Mỗi năm, một lượng lớn các vật thể như vậy được gửi trở lại Hawaii bởi những người tin rằng họ đã nhận được sự xui xẻo như vậy.